# رقابت‌های بسکتبال جام آسیا
رقابت‌های بسکتبال جام آسیا، نام مسابقات بسکتبالی است که پیش‌تر جام استانکوویچ نام داشت و هر دو سال یک بار بین تیم‌های آسیا برگزار می‌شود.

## مسابقات
| سال          | میزبان | دیدار نهایی | دیدار نهایی   | دیدار نهایی | رده‌بندی   | رده‌بندی       | رده‌بندی    |
| سال          | میزبان | قهرمان      | نتیجه         | نایب قهرمان | مقام سوم  | نتیجه         | مقام چهارم |
| ------------ | ------ | ----------- | ------------- | ----------- | --------- | ------------- | ---------- |
| ۲۰۰۴ جزئیتان | تایپه  | · قطر       | ۶۵–۸۲         | · کرهٔ جنوبی | · تایوان  | ۶۰–۸۲         | · سوریه    |
| ۲۰۰۸ جزئیات  | کویت   | · اردن      | رقابت دوره ای | · قزاقستان  | · کویت    | رقابت دوره ای | · قطر      |
| ۲۰۱۰ جزئیات  | بیروت  | · لبنان     | ۵۹–۹۷         | · ژاپن      | · قطر     | ۷۵–۸۰         | · فیلیپین  |
| ۲۰۱۲ جزئیات  | توکیو  | · ایران     | ۵۱–۵۳         | · ژاپن      | · قطر     | ۶۳–۷۹         | · فیلیپین  |
| ۲۰۱۴ جزئیات  | ووهان  | · ایران     | ۷۹–۸۹         | · تایوان    | · فیلیپین | ۷۹–۸۰         | · چین      |
| ۲۰۱۶ جزئیات  | تهران  | · ایران     | ۴۷–۷۷         | · کرهٔ جنوبی | · اردن    | ۷۲–۹۴         | · عراق     |

## جدول مدال
| رتبه  | کشور      | طلا | نقره | برنز | مجموع |
| 1     | ایران     | ۳   | ۰    | ۰    | ۳     |
| ۲     | قطر       | ۱   | ۰    | ۲    | ۳     |
| ۳     | اردن      | ۱   | ۰    | ۱    | ۲     |
| 4     | لبنان     | ۱   | ۰    | ۰    | ۱     |
| 5     | ژاپن      | ۰   | ۲    | ۰    | ۲     |
| 5     | کرهٔ جنوبی | ۰   | ۲    | ۰    | ۲     |
| 7     | تایوان    | ۰   | ۱    | ۱    | ۲     |
| 8     | قزاقستان  | ۰   | ۱    | ۰    | ۱     |
| 9     | کویت      | ۰   | ۰    | ۱    | ۱     |
| 9     | فیلیپین   | ۰   | ۰    | ۱    | ۱     |
| مجموع | مجموع     | ۶   | ۶    | ۶    | ۱۸    |